# Lallaing
 Lallaing  ist eine französische Gemeinde mit 6212 Einwohnern (Stand 1. Januar 2022) im Département Nord in der Region Hauts-de-France. Sie gehört zum Arrondissement Douai und zum Kanton Sin-le-Noble. Die Bewohner werden Lallinois und Lallinoises genannt.

## Geographie
Die Stadt Lallaing liegt circa sechs Kilometer ostnordöstlich der Innenstadt von Douai am Südufer des für die Schifffahrt hier kanalisierten Flusses Scarpe im Regionalen Naturpark Scarpe-Schelde. Die Nachbargemeinden von Lallaing sind Anhiers und Flines-lez-Raches im Norden, Marchiennes im Nordosten, Pecquencourt im Südosten, Montigny-en-Ostrevent im  Süden, Dechy im Südwesten, Sin-le-Noble im Westen und Douai im Nordwesten.

## Bevölkerungsentwicklung
| Jahr                       | 1962 | 1968 | 1975 | 1982 | 1990 | 1999 | 2009 | 2020 |
| Einwohner                  | 7631 | 8795 | 8399 | 8174 | 8001 | 6996 | 6521 | 6311 |
| Quellen: Cassini und INSEE |      |      |      |      |      |      |      |      |

## Sehenswürdigkeiten
Siehe auch: Liste der Monuments historiques in Lallaing
- Ferme de Germignies (17. Jahrhundert)
- Grenzstein Quéviron, 1288 zur Markierung der Grenze zwischen den Magistraten von Douai und der Abtei von Marchiennes errichtet, seit 1926 als Monument historique eingeschrieben
- Ruinen des Schlosses der Grafen von Lallaing aus dem 14. und 15. Jahrhundert, seit 2003 in Teilen als Monument historique eingeschrieben
- Kirche Sainte-Aldegonde

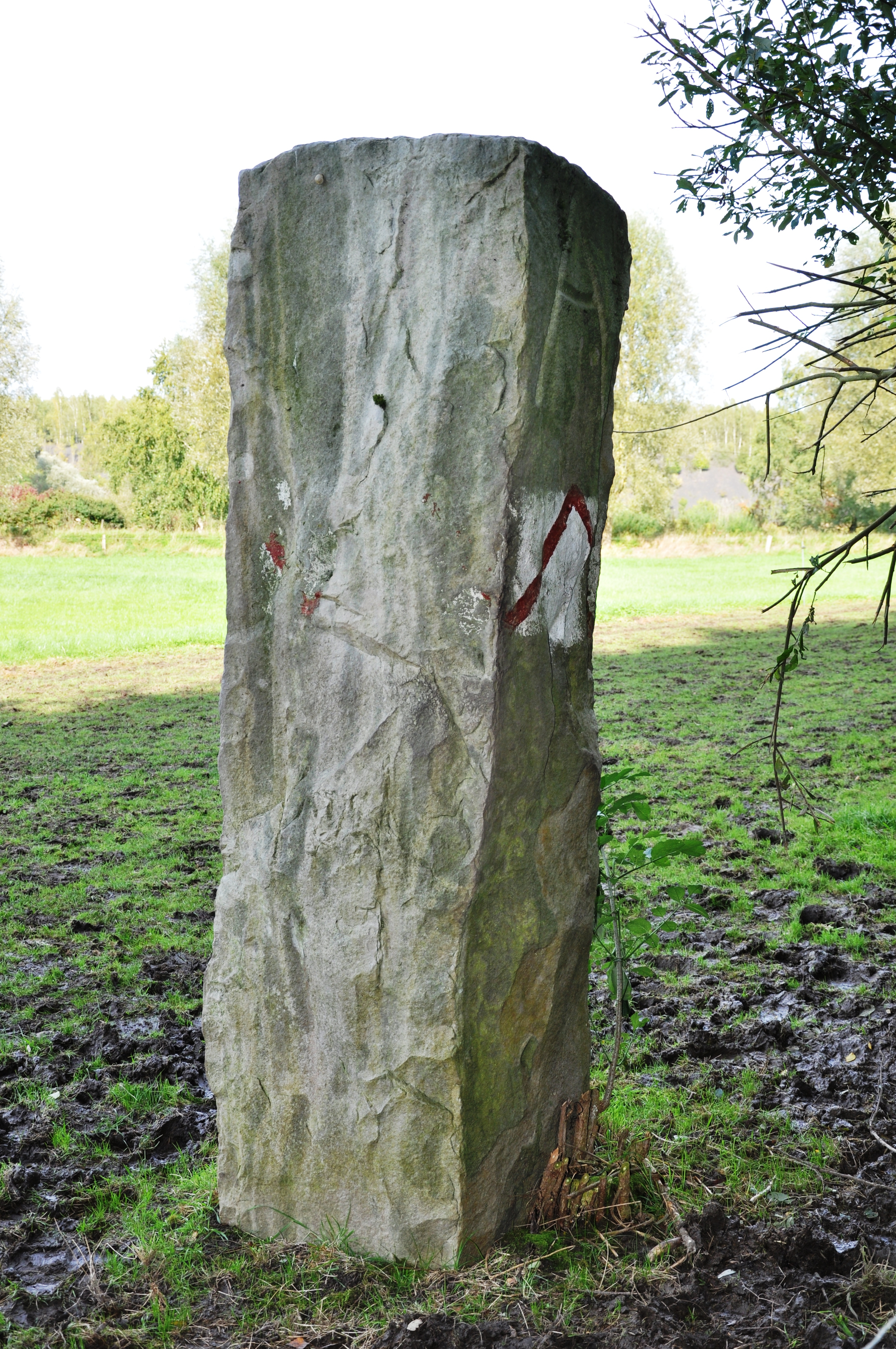
Grenzstein Quéviron
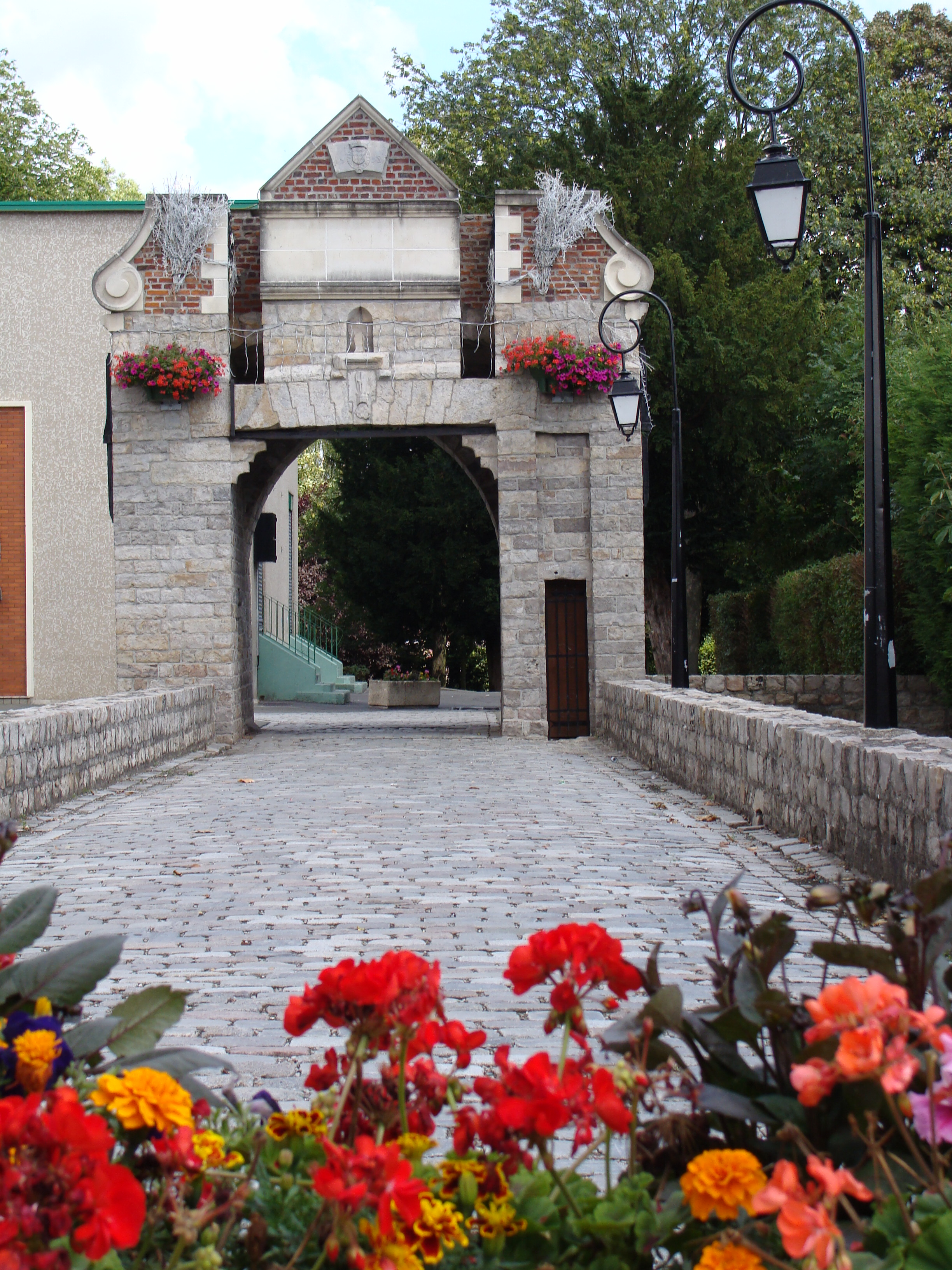
Eingang zum Schloss der Grafen von Lallaing
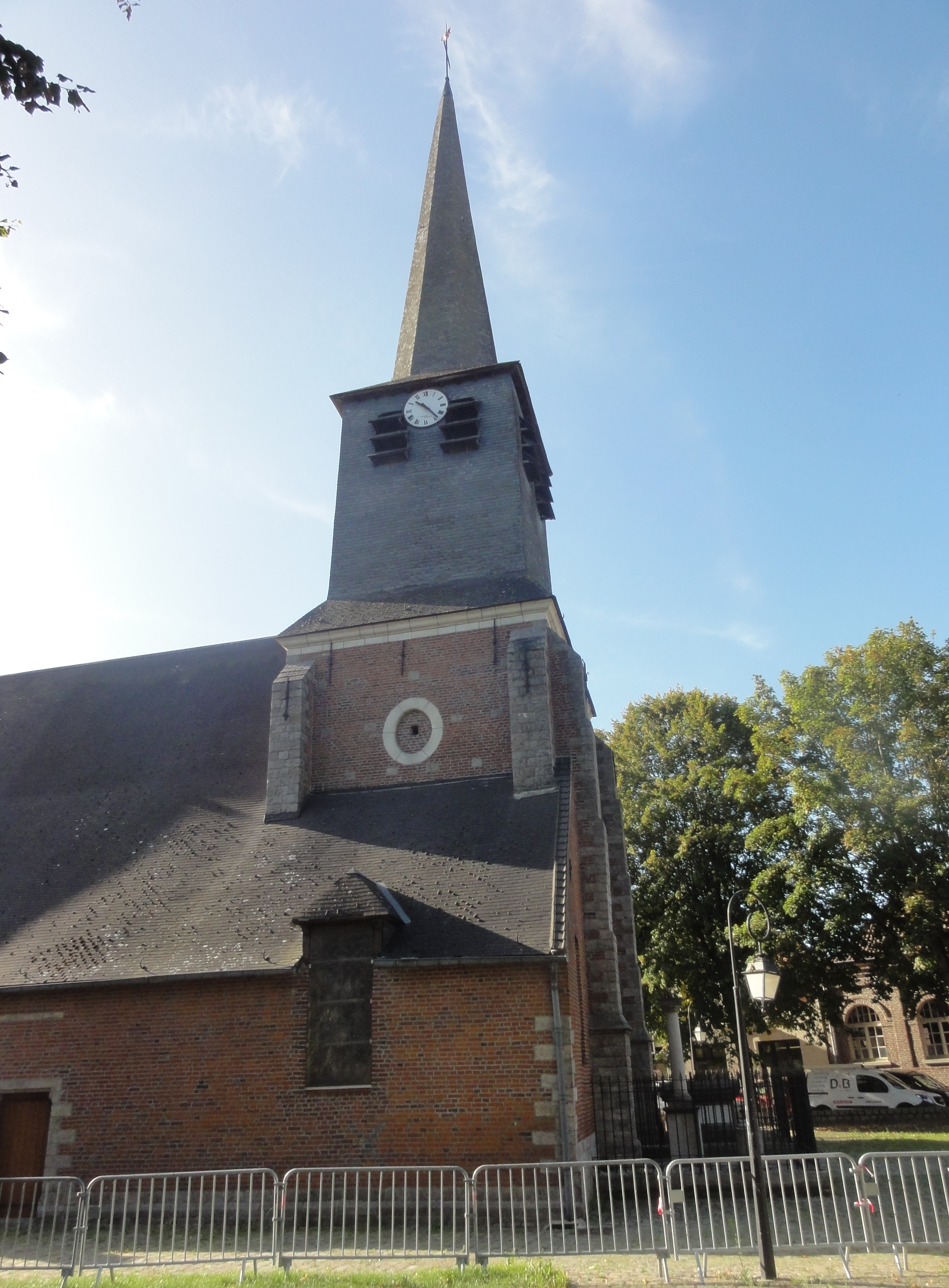
Kirche Sainte-Aldegonde

## Städtepartnerschaft
- Écaussinnes-Lalaing, Ortsteil von Écaussinnes (Belgien)

## Persönlichkeiten
- Graf Philipp von Lalaing (1537–1582), Baron von Escornaix und Herr von Waurin sowie Statthalter des Hennegaus und Generalleutnant
- Félix Lambrecht (1819–1871), französischer Minister und von 1857 bis 1871 Bürgermeister von Lallaing